# Рефанды
Рефанды (мар. Козаш; баш. Рәфәнде) — деревня в Мишкинском районе Республики Башкортостан Российской Федерации. Входит в состав Новотроицкого сельсовета.

## География

### Географическое положение
Расстояние до:
- районного центра (Мишкино): 25 км,
- центра сельсовета (Новотроицкое): 5 км,
- ближайшей ж/д станции (Загородная): 144 км.

## Население
| 2002 | 2009 | 2010 |
| ---- | ---- | ---- |
| 272  | ↗277 | ↘249 |

Национальный состав
Согласно переписи 2002 года, преобладающая национальность — марийцы (100 %).